# Gunnar Gundersen (Schachspieler)
Gunnar Gundersen  (* 11. März 1882 in Bordeaux; † 9. Februar 1943 in Melbourne) war ein australischer Mathematiker, Hochschullehrer und Schachspieler.

## Leben

### Privat- und Berufsleben
Er war der Sohn von Hans Jørgen Gundersen (1850–1927) und Sara Elisabeth Berg (* 1853) und kam im französischen Bordeaux zur Welt, wo sein Vater zwischen 1879 und 1886 als skandinavischer Vizekonsul arbeitete – Schweden und Norwegen bildeten zu jener Zeit eine Personalunion mit demselben Staatsoberhaupt und gemeinsamer Außenpolitik. Zwischen 1887 und 1907 war der Vater dann Konsul in Melbourne, wo Gunnar Gundersen aufwuchs und sesshaft blieb.
An der Universität Melbourne studierte er Mathematik, erhielt ein Wyselaskie-Stipendium und war ab 1920 wissenschaftlicher Mitarbeiter. Ab 1923 hatte er dann an seiner Alma Mater einen Lehrauftrag als senior lecturer inne und vertrat zudem Professor John Henry Michell während dessen Auslandsaufenthalten. Wegen gesundheitlicher Probleme ging Gundersen 1942 vorzeitig in den Ruhestand. Er starb wenige Monate später im Alter von 60 Jahren.
Gundersen hatte mit Amalie Christine Elise (* 1884) und Sara Elisabeth (* 1886) zwei Schwestern. Die jüngere lehrte als senior lecturer für Bakteriologie ebenfalls an der Universität Melbourne. Er war seit 1914 verheiratet mit Lenna Eveline Amadio (1885–1959), einer Schwester des berühmten neuseeländisch-australischen Querflötisten John Amadio (1883–1964); das Paar hatte einen Sohn.

### Schachkarriere
Gundersen erlernte das Schachspiel während seines ersten Semesters als Student an der Universität. Er gewann die Meisterschaft des australischen Bundesstaates Victoria in den Jahren 1907, 1908, 1912, 1913, 1915, 1916, 1917, 1918, 1919, 1920, 1922 und 1929. Darüber hinaus siegte er 1925/1926 sowie 1926/1927 bei den in Melbourne ausgetragenen Pietzcker-Weihnachtsturnieren und sicherte sich 1929/1930 in Wanganui und 1931/1932 in Napier die Titel bei den neuseeländischen Meisterschaften. Beim Weihnachtsturnier 1928/1929 vermochte er, seinen Kontrahenten A. H. Faul en passant matt zu setzen. Laut Datenbanken ist dies bis heute der einzig bekannte Fall eines solchen Manövers.
Sein einziges nennenswertes Auftreten in Übersee war die Teilnahme am Hauptturnier A des 19. DSB-Kongresses in Mannheim, das ab dem 20. Juli 1914 ausgetragen wurde. Am 1. August wurde der Wettbewerb wegen des beginnenden Ersten Weltkrieges abgebrochen. Bis dahin hatte Gundersen lediglich 2½ Punkte aus zehn Partien (+ 0, = 5, − 5) erreicht und belegte den letzten Platz unter den 18 Teilnehmern. In den Wirren des Kriegsbeginns gelang ihm – ausgestattet mit einem gefälschten Ausweis – mit einer sechstägigen Zugfahrt die Flucht durch Dänemark in die norwegische Hauptstadt Christiania, von wo aus er nach Australien zurückreiste.
Er war Mitglied im Melbourne Chess Club und von 1910 bis 1938 als Redakteur für die wöchentliche Schachkolumne im The Australasian verantwortlich. Anschließend zog er sich vom aktiven Schachspiel zurück.